# Dimityr Maraszliew
Dimityr Christow Maraszliew (bułg. Димитър Христов Марашлиев, ur. 31 sierpnia 1947 w Charmanli, zm. 12 lipca 2018) – bułgarski piłkarz grający na pozycji napastnika. W swojej karierze rozegrał 8 meczów w reprezentacji Bułgarii i strzelił w nich 3 gole.

## Kariera klubowa
Swoją karierę piłkarską Maraszliew spędził w klubie CSKA Sofia. W sezonie 1966/1967 zadebiutował w nim w pierwszej lidze bułgarskiej i grał w nim do 1976 roku. Wraz z CSKA sześciokrotnie wywalczył mistrzostwo Bułgarii w latach 1969, 1971, 1972, 1973, 1975 i 1976.

## Kariera reprezentacyjna
W reprezentacji Bułgarii Maraszliew zadebiutował 9 listopada 1969 roku w przegranym 0:3 meczu eliminacji do MŚ 1970 z Polską. W 1970 roku zagrał dwóch meczach Mistrzostw Świata w Meksyku: z Peru (2:3) i z RFN (2:5). Od 1969 do 1970 roku rozegrał w kadrze narodowej 8 meczów, w których zdobył 3 bramki.
| Mecze i gole w reprezentacji | Mecze i gole w reprezentacji | Mecze i gole w reprezentacji | Mecze i gole w reprezentacji | Mecze i gole w reprezentacji | Mecze i gole w reprezentacji | Mecze i gole w reprezentacji |
| #                            | Data                         | Stadion                      | Rywal                        | Wynik                        | Gol                          | Rozgrywki                    |
| 1969                         | 1969                         | 1969                         | 1969                         | 1969                         | 1969                         | 1969                         |
| ---------------------------- | ---------------------------- | ---------------------------- | ---------------------------- | ---------------------------- | ---------------------------- | ---------------------------- |
| 1.                           | 09.11.1969                   | Warszawa, Polska             | Polska                       | 0:3                          | 0                            | el. MŚ 1970                  |
| 1970                         |                              |                              |                              |                              |                              |                              |
| 2.                           | 15.02.1970                   | Meksyk, Meksyk               | Meksyk                       | 1:1                          | 1                            | towarzyski                   |
| 3.                           | 21.02.1970                   | Lima, Peru                   | Peru                         | 3:1                          | 1                            | towarzyski                   |
| 4.                           | 24.02.1970                   | Lima, Peru                   | Peru                         | 3:5                          | 1                            | towarzyski                   |
| 5.                           | 08.04.1970                   | Rouen, Francja               | Francja                      | 1:1                          | 0                            | towarzyski                   |
| 6.                           | 05.05.1970                   | Sofia, Bułgaria              | ZSRR                         | 3:3                          | 0                            | towarzyski                   |
| 7.                           | 02.06.1970                   | León, Meksyk                 | Peru                         | 2:3                          | 0                            | MŚ 1970                      |
| 8.                           | 07.06.1970                   | León, Meksyk                 | RFN                          | 2:5                          | 0                            | MŚ 1970                      |